# Acalypha vellamea
Acalypha vellamea é uma espécie de flor do gênero Acalypha, pertencente à família Euphorbiaceae.